# Incêndio do Santika Club

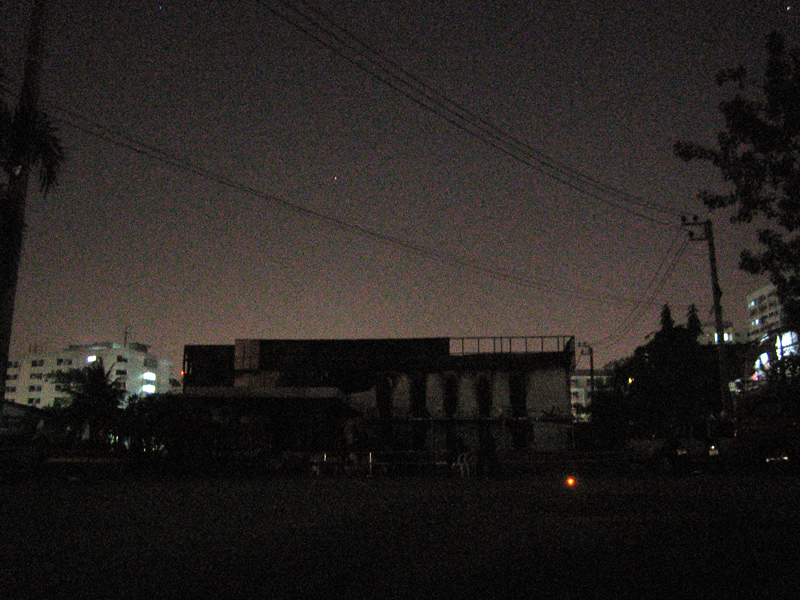
As ruínas do Santika Nightclub fotografadas em 4 de janeiro, três dias após o incêndio

O incêndio do Santika Club, uma discoteca/boate de Watthana, bairro de Banguecoque, capital da Tailândia, ocorreu em 1 de janeiro de 2009. 61 pessoas morreram (66 pessoas segundo relatos tailandeses) e pelo menos 210 ficaram feridas (222 pessoas segundo relatos tailandeses). O incêndio ocorreu logo após a comemoração do ano novo na Tailândia, às 00h35 horário local.  35 estrangeiros da Austrália, Bélgica, Canadá, França, Finlândia, Japão, Nepal, Holanda, Singapura, Coreia do Sul, Suíça, Reino Unido e dos Estados Unidos ficaram entre os feridos.

## Causas
Não foi anunciado nenhuma causa oficial do incêndio pelos investigadores. Muitas testemunhas oculares disseram que o incêndio foi causado por fogos de artifício que estavam estocados no sótão da boate, ou por faíscas que eram regularmente espalhadas pelo estabelecimento como parte do espetáculo. Outras fontes sugerem que a causa do incêndio foi um curto circuito. Uma testemunha ocular disse que não havia artefatos pirotécnicos no local. Outra testemunha ocular disse ter visto chamas no telhado da boate enquanto via a queima de fogos do ano novo. Gravações de vídeo, incluindo a câmera que gravou a contagem regressiva para o ano novo, registraram apenas faíscas integrantes ao espetáculo. Além disso, o incêndio só foi visto 10 minutos após a meia-noite. A hipótese mais aceita sobre a causa do incêndio é a que o fogo teria começado no forro do estabelecimento, ou mesmo no telhado, e que o incêndio tomou grandes proporções sem que fosse notado. Devido ao clima tropical e úmido e à estrutura frágil da construção, vários materiais inflamáveis, incluindo plásticos, foram utilizados como material para isolar o estabelecimento de chuvas. Cerca de mil pessoas estavam na boate quando o incêndio começou, e as mortes ocorreram devido à inalação de fumaça e por queimaduras, bem como por estampidos. Médicos disseram mais tarde que os fumos liberados por plástico em chamas poderiam ter causado muitos desmaios após alguns meros minutos. A boate tinha apenas uma única saída de emergência principal. Havia outra saída de emergência para funcionários, desconhecido do público. Além disso, havia uma terceira saída de emergência no terceiro andar, que estava fechado devido ao receio de furtos.

## Após o incêndio
Os feridos foram levados para 19 hospitais, sendo que a maioria foi levada para o Hospital Banguecoque. Somente 29 dos 61 corpos foram identificados imediatamente, sendo que 28 eram tailandeses e um era singapuriano. Os outros corpos foram ensacados e levados para um estacionamento em frente à boate logo após o incêndio. Alguns corpos carbonizados foram identificados apenas uma semana após o incêndio. Pongsak Kasemsan, uma autoridade tailandesa designada para a investigação preliminar do desastre, disse que os primeiros resultados foram concluídos em 4 de janeiro.
Uma inspeção preliminar do sistema de segurança do clube constatou falhas graves, e que "estava abaixo do padrão", segundo a polícia. Mais tarde, foi revelado que a boate tinha apenas um extintor de incêndio. Além disso, o alvará de funcionamento da boate estava registrado como "comércio de alimentos" e, que pela lei tailandesa, deveria fechar à meia-noite.
O primeiro-ministro da Tailândia, Abhisit Vejjajiva, visitou o local do incêndio e disse mais tarde que "A questão é: porque deixaram alguém entrar com fogos de artifício dentro da boate para lançá-los no interior do estabelecimento?".

### Responsabilidades
O proprietário do Santika Club está para ser responsabilizado pelo desastre, juntamente com outros doze diretores da boate. O proprietário já tinha sido responsabilizado anteriormente por permitir a entrada de menores de idade na boate, quando o corpo de um estudante de 17 anos foi descoberto no meio das ruínas do clube. Ele pode ainda ser responsabilizado por outras negligências que resultaram em morte.